# Jugoslávští Čechoslováci
Jugoslávští Čechoslováci bio je časopis češke manjine iz Daruvara.
Časopis je izlazio u Kraljevini Jugoslaviji. Osnivanjem Banovine Hrvatske, od 22. kolovoza 1940. novine počinju izlaziti pod novim nazivom Naše noviny.
Novine su izlazile kratko za vrijeme NDH-a te su zatim prestale izlaziti.

### Članci
- Dugački, Vlatka. 2017. „Hrvatsko pitanje je riješeno!“ Česi od uspostave Banovine Hrvatske do Nezavisne Države Hrvatske (1939. – 1941.). Zbornik Janković. Ogranak Matice hrvatske u Daruvaru. Daruvar. 2 (2): 127–145